# Winstpercentage
Het winstpercentage is het percentage gewonnen partijen of wedstrijden, aangevuld met de helft van het percentage remisepartijen.
Bij het schaken wordt het winstpercentage berekend door het behaalde aantal punten van een speler te delen door het aantal partijen en vervolgens met honderd te vermenigvuldigen. Een speler krijgt één punt voor een gewonnen partij en een half punt als een partij in een remise eindigt.
Bij het dammen wordt het winstpercentage berekend door het bovenstaande uit te voeren, echter vermenigvuldigend met 50 in plaats van met 100. Een damspeler krijgt twee punten voor een gewonnen partij en één punt bij een remise.